# Lonicera flava
Lonicera flava là một loài thực vật có hoa trong họ Kim ngân. Loài này được Sims mô tả khoa học đầu tiên năm 1810.